# Lübeck-Travemünde

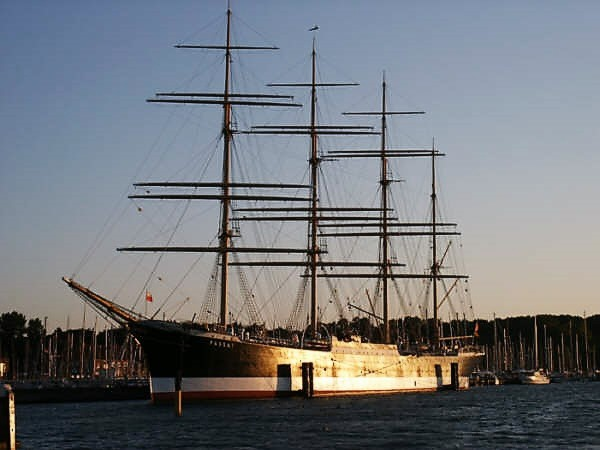
Bark Passat in Travemünde

Travemünde is een stadsdeel van de Duitse stad Lübeck, aan beide zijden van de monding van de rivier de Trave in de Lübecker Bocht, een deel van de Oostzee. De eigenlijke stad ligt aan de westzijde van de Trave, het gedeelte ten oosten van de monding staat bekend als de Priwall.
Travemünde ontstond uit een versterkte plaats die door Hendrik de Leeuw, hertog van Saksen, in de 12e eeuw was aangelegd bij de monding van de Trave. Travemünde kreeg in 1317 stadsrechten en kwam in 1329 in het bezit van de vrije stad Lübeck, waar het sindsdien bijhoort. De fortificaties van Travemünde zijn in 1807 afgebroken.
Travemünde is een oude badplaats (sinds 1802). Ten zuiden van het oude stadscentrum ligt de Skandinavienkai, Duitslands belangrijkste veerboot-haven aan de Oostzee, met veerdiensten op Zweden, Finland en Estland. De voormalige vuurtoren werd gebouwd in 1539 en is de oudste vuurtoren aan de Duitse Oostzeekust. De lichtsignalen worden vanaf de Maritim-building uitgestuurd, het hoogste gebouw van Sleeswijk-Holstein.
In Travemünde worden jaarlijks onder de naam Travemünder Woche zeilwedstrijden gehouden.
Travemünde kreeg extra bekendheid, zowel in Duitsland als daarbuiten, door het door Thomas Mann geschreven boek De Buddenbrooks (uitgegeven in 1901) waarin Travemünde een van de locaties is waar het verhaal zich afspeelt.

## Foto's

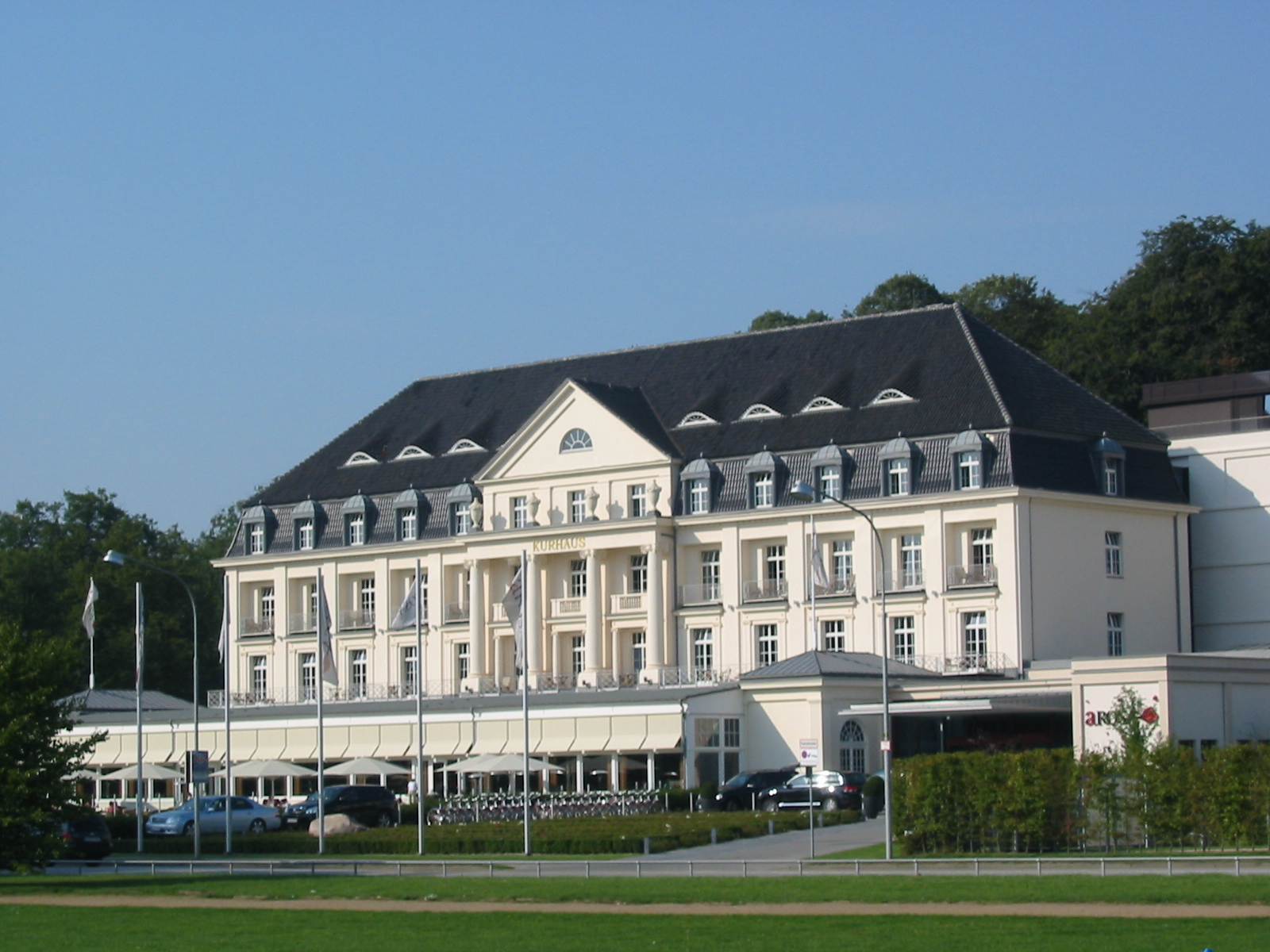
Het Kurhaus van Travemünde
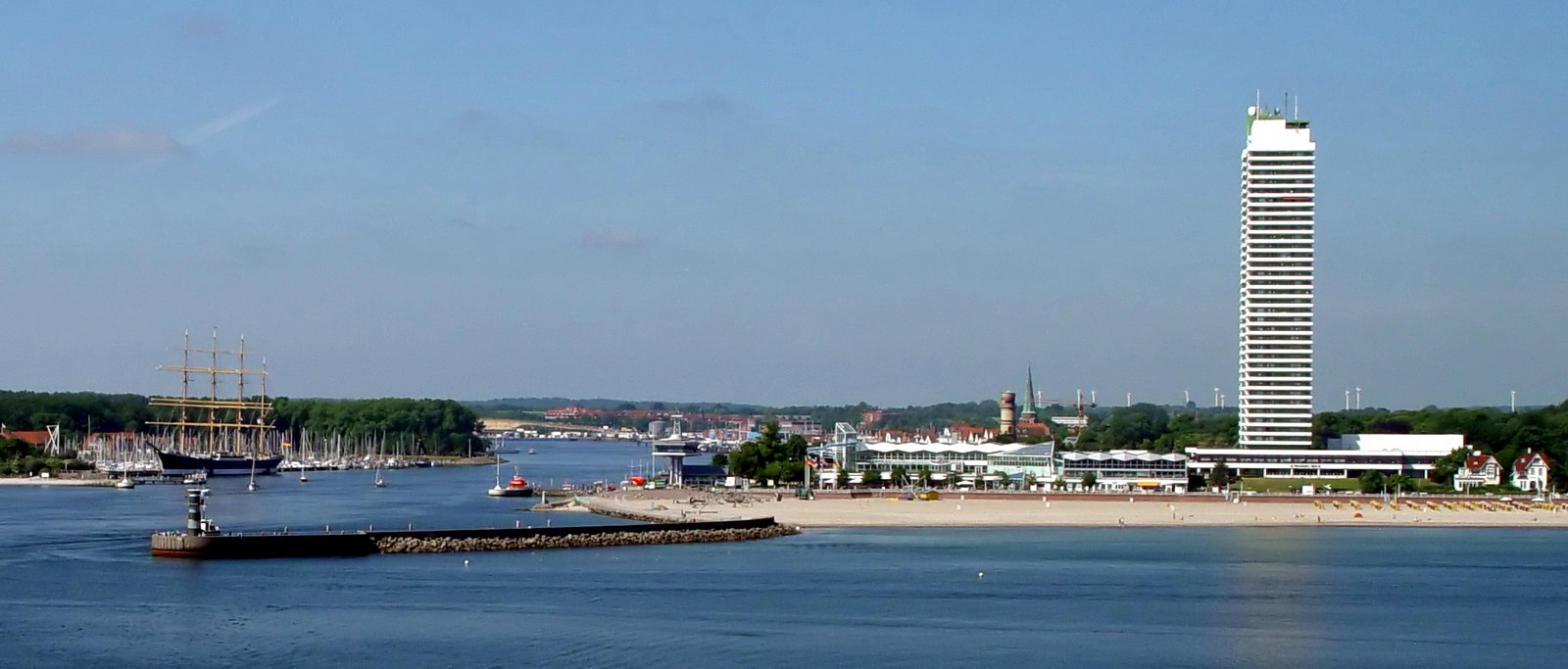
Monding van de Trave
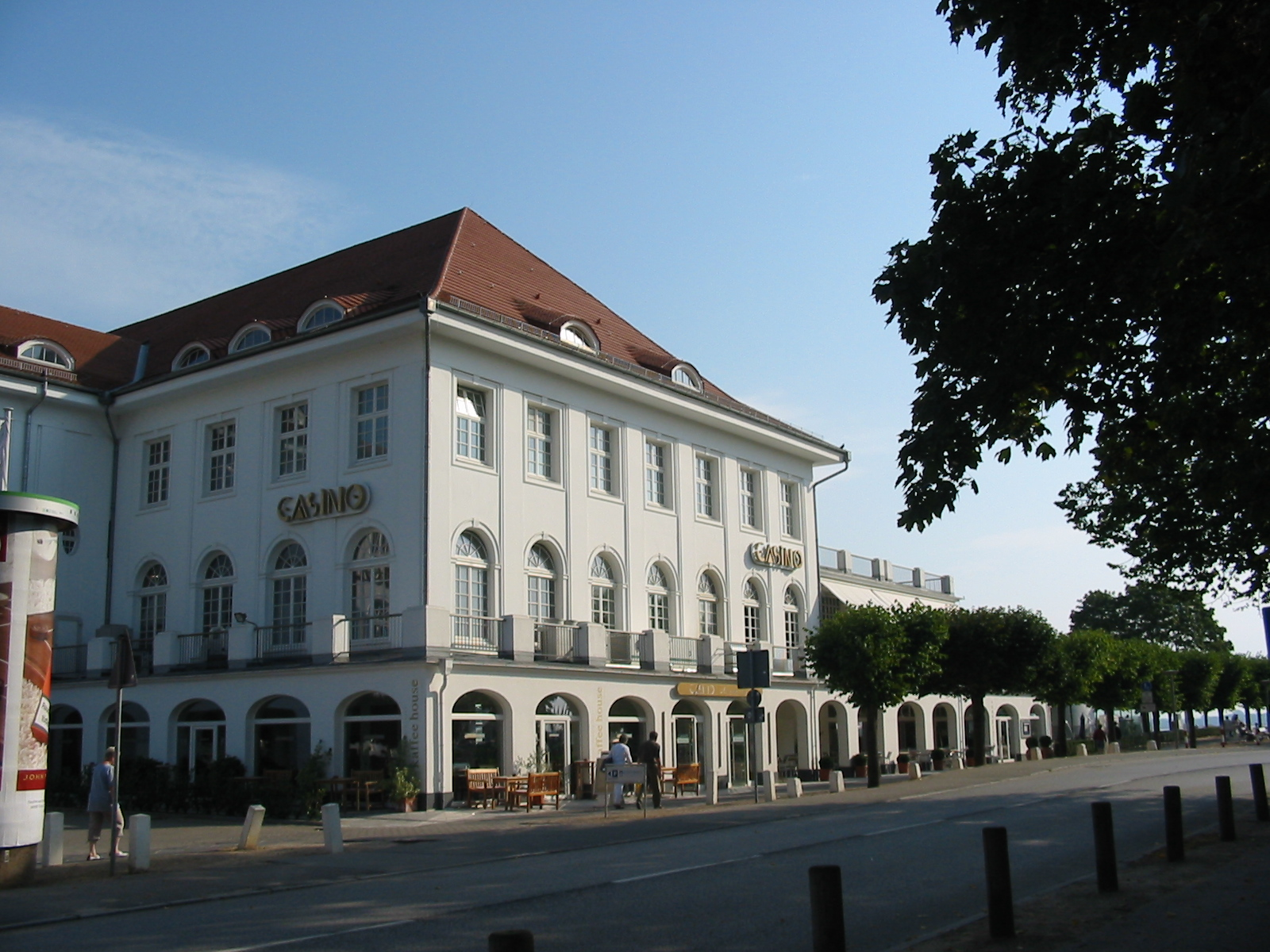
Travemünde Casino
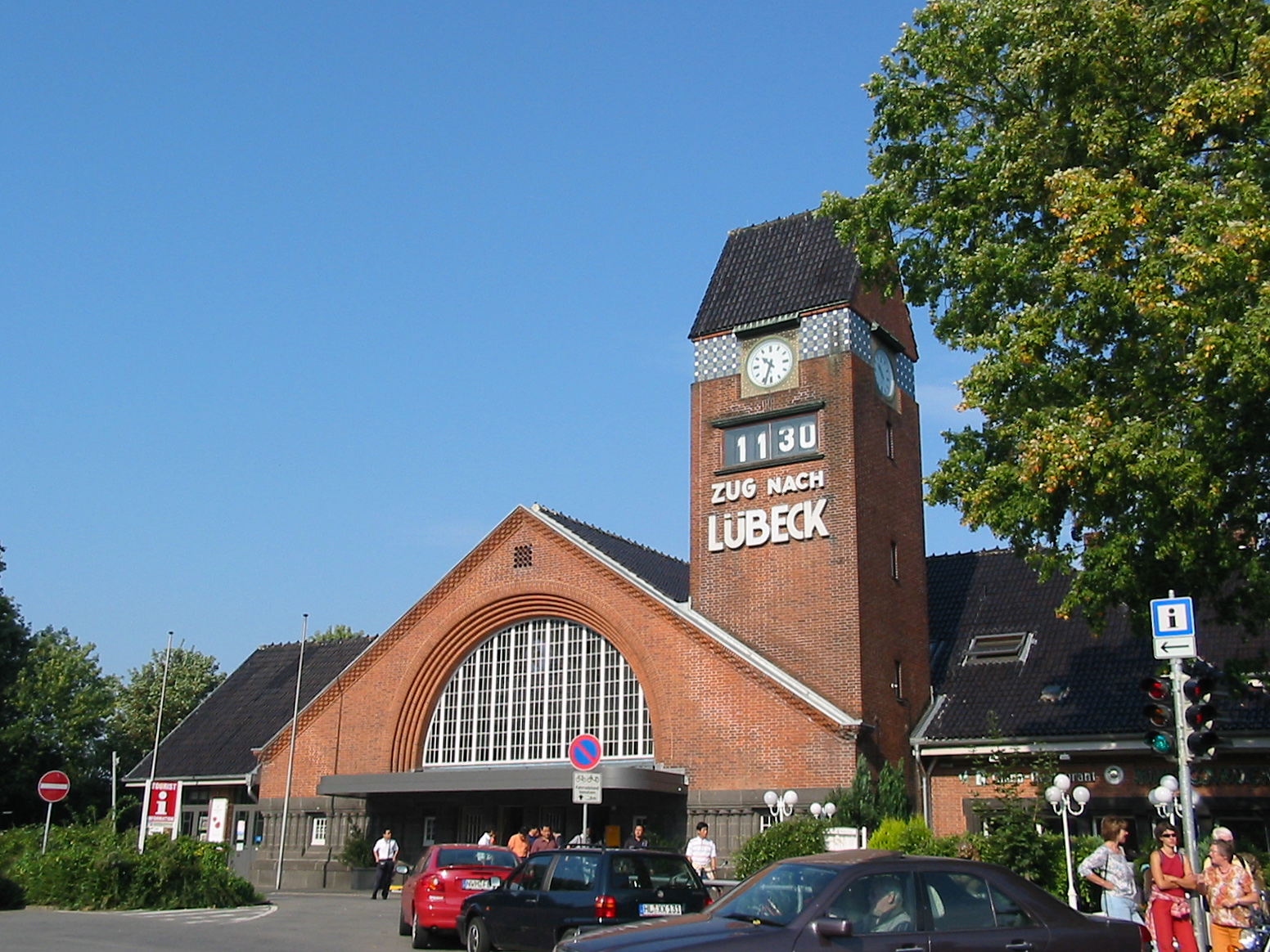
Station van Travemünde